# Odontomyia rufoscutellata
Odontomyia rufoscutellata är en tvåvingeart som beskrevs av Enrico Adelelmo Brunetti 1926. Odontomyia rufoscutellata ingår i släktet Odontomyia och familjen vapenflugor.
Artens utbredningsområde är Kongo. Inga underarter finns listade i Catalogue of Life.